# Jerlicz
Jerlicz – polski herb szlachecki, odmiana herbu Lis.

## Opis herbu
Opis zgodnie z klasycznymi regułami blazonowania:
W polu czerwonym - rogacina srebrna, dwa razy ukośnie przekrzyżowana. 
Klejnot: pół lisa czerwonego.

## Najwcześniejsze wzmianki
Odmiana przysługująca podolskiej gałęzi rodu Jerliczów.

## Herbowni
Gerlaż, Gerlicz, Jerlicz, Tynieński.